# Bzenec-Přívoz
Bzenec-Přívoz je osada mezi Bzencem a Strážnicí, základní sídelní jednotka města Bzenec. Leží na řece Moravě a na železniční trati 330 Břeclav – Přerov. V osadě se nachází továrna KM Beta, železniční stanice Bzenec přívoz, dům dětí a mládeže v přírodě, úpravna vody VaK Hodonín, SOU Lesnické, dva panelové domy a pískovna.

## Littner turistická základna Bzenec - Přívoz
Nachází se na modré turistické stezce v borovém lese mezi Strážnicí a Bzencem asi 6 km od CHKO Bílé Karpaty. Kolem je velká síť cyklostezek. Kapacita základny v budově je 35 míst a v chatách je 92.